# Placencia Football Field
Placencia Football Field – stadion piłkarski w belizeńskiej wsi Placencia, w dystrykcie Stann Creek. Obiekt może pomieścić 1 000 widzów, a swoje mecze rozgrywa na nim drużyna Placencia Assassins FC.
W przeszłości był domowym obiektem m.in. klubu Placencia Pirates FC.